# Skartaris
Skartaris, es un misterioso mundo subterráneo ficticio, que existe bajo la misma Tierra, un mundo derivado del mito de la Tierra Hueca, que hace parte de uno de los misteriosos lugares del Universo DC, un mundo de fantasía creado por el escritor Mike Grell para el cómic Sword of Scocery y donde transcurren las historias del héroe conocido como Warlord, y creado para la DC Comics, debutando en  1st Issue Special #8 (noviembre de 1975). Es allí, donde el piloto norteamericano de la Fuerza Aérea de los Estados Unidos conocido como Travis Morgan se convierte en Warlord, donde se dan la mayoría de sus aventuras, cuando este se pierde en el polo norte de la Tierra y llega a través de una de las entradas a la Tierra Hueca descubriendo "Skartaris".

## Historia sobre la publicación
Según Mike Grell, creador del mundo de "Skartaris" y "Warlord", el nombre proviene de la cima de la montaña denominada Skartaris, que señala el camino hacia el núcleo del centro de la Tierra, el mismo que Jules Verne describe en su novela.
Mientras Grell nunca dibujó un mapa de como luciría Skartaris, cuando este desarrollaba las historias y aventuras en dicho mundo, sólo hacia el final del primer volumen de Warlord, más exactamente en Warlord Anual Vol.1 #04 (1985), fue presentada una ilustración de dicho mundo.
En una entrevista para "Comic Scene" en 1983, menciona:

"Hice cosas como mover a mi personaje a través del paisaje, nunca dibujé un mapa en el que pudiera moverse de un lado a otro por Skartaris, por el bien de la historia."

En una entrevista posterior recibida del portal CBR, Greg dijo:

Todo lo que pueda suceder en un mundo de fantasía ocurre en la tradición, y es una de las razones por las que siempre me negaba a dibujar un mapa de Skartaris. Año tras año tras año que pasaron, y siempre fui perseguido por los editores, "Cuando vas a crearle un mapa? La razón por la que me negaba era porque una vez que se dibujaba un mapa, establecía límites. Y ¿Porqué quieres ponerle límites a su imaginación?"

## Historia
Skartaris es esencialmente el nombre de una traducción en el medio gráfico, denominada Pellucidar de Edgar Rice Burroughs, que contiene elementos de la obra de Julio Verne y media docena de otros ajustes ficticios basados en el mito de la tierra hueca, y la mezcla de la historia mágica del mito de la Atlántida. El concepto que manejó Grell, como el de Burroughs, la Tierra es una cáscara hueca, siendo Skartaris la superficie interna de dicha cáscara. Skartaris es sólo accesible al mundo interior desde la superficie a través de una abertura en el polo sur, que permite el paso entre el mundo interior y el exterior. También hay varios túneles que se conectan con el mundo interior desde la superficie. Skartaris está iluminado por un sol interno en miniatura suspendido en el centro de la Tierra Hueca, por lo que está por encima en la parte superior de donde se encuentra Skartaris. El sol en miniatura nunca cambia su brillo, y nunca se pone; por lo que no hay noche o se presenta el fenómeno de cambio de temporada, por lo que los nativos tienen un concepto del tiempo un poco diferente. Hay sin embargo, una especie de "luna" que gira alrededor del mini-sol, que gira de una manera aleatoria, lo que resulta que en ciertas áreas de Skartaris esté en la oscuridad de vez en cuando. Los acontecimientos de la serie sugieren que el tiempo este mundo es elástico, pasando a diferentes velocidades en diferentes áreas de Skartaris y variando incluso en diferentes lugares de manera individual.
Skartaris está poblada por pueblos primitivos de distintos niveles culturales, que van desde lo más primitivo a lo medieval, hasta las más avanzadas monarquías estatales que habitan diferentes ciudades, como Shamballah (basado en el mítico reino tibetano de Shambhala), la casa de principal del interés amoroso de Travis Morgan, Tara. La práctica de la magia está bien desarrollada, numerosos hechiceros de los que se conocen, generalmente son en casi su mayoría antagónicos entre sí, ya sea aliados o enemigos de Morgan; entre los más destacados, encontramos a Deimos, su principal antagonista. Los restos de la tecnología súper-científica de la Atlántida también es muy común en Skartaris. Skartaris es invadida por una gran variedad de criaturas prehistóricas de todas las épocas geológicas, en particular de los mismos dinosaurios, al igual como ocurre en Isla Dinosaurio.
La mayoría de los primeros números de las historietas donde aparecía Skartaris caracterizan el entorno con la siguiente frase etiqueta:

"En el mundo salvaje de Skartaris, la vida es una lucha constante por la supervivencia. Aquí, debajo de una orbe sin parpadear sobre la luz del sol eterno, una simple ley prevalece: Si dejas abajo la guardia por un instante pronto estarás muerto."

Skartaris fue finalmente retconeado para estar situado en otra dimensión, en un lugar que físicamente se encuentra dentro de la Tierra. Hace miles de años, antes de ser colonizado por los humanos, esta dimensión era conocida como el "mundo de los magos", debido al número de seres mágicos que viven en ella.

### Nueva Atlantis
Los Sobrevivientes de la Atlántida fundaron la ciudad de Challa-Bel-Nalla, entonces gobernado por el Lord Daamon (antepasado de Deimos), formaron una alianza con una raza alienígena a la que llamaron los dioses de la Luna-Roja. Estos alienígenas por siempre proveyeron a los atlantes el uso de tecnología avanzada, esto conllevó que Travis Morgan más tarde descubriera a la ciudad de Nueva Atlantis. Nueva Atlantis aparecería por primera vez en Warlord Anual #02 (1983). Lord Norrad El Joven, uno de los caballeros atlantes conocido por ser parte de una orden denominada "Los Caballeros del Águila Marina" dejó Atlantis con un pequeño grupo de seguidores y viajó a Skartaris. Sin embargo, otro grupo dirigido por otro Atlante, un brujo llamado Ar-Diamphos escapó del hundimiento de la Atlántida original y llegó a Nueva Atlantis, Ar-Diamphos se encontró con Norrad, al que luego mató y se gobernante. Los hermanos sangre fueron transformados en los Hombres Bestia, utilizando la tecnología del dios de la Luna Roja.

### Los libros de la magia
Skartaris fue representada en la serie de historietas de Vertigo Los libros de la magia #03, siendo parte de una miniserie de cuatro números escrito por Neil Gaiman.

### Escuadrón Suicida
Skartaris aparece en la miniserie limitada Suicide Squad: Raise the Flag, donde el equipo es enviado a una misión a Skartaris, donde descubre la fuente de un artefacto tecno-místico utilizado por el protagonista del cómic Rick Flag, y su némesis, Rustam.

### Seis Secretos
Skartaris aparece de nuevo siendo dicho lugar donde se ejecuta una lucha entre dos facciones de los Seis Secretos.

### Los Nuevos 52/Pre-DC: Renacimiento
En Los Nuevos 52, durante los eventos de la serie limitada Convergencia, Skartaris aparece como un mundo al interior del planeta Telos.

## Sitios de interés
- Asravar -
- Bosque Baal: Es aquí donde Travis Morgan cayó por primera vez con su avión cuando llegó por primera vez a Skartaris. Este era el lugar donde Travis Morgan conoció a su futura esposa Tara. También había una raza de hombres lagarto que viven en el bosque de Baal que adoraban al avión de Travis y tuvo que luchar contra ellos con el fin de llegar al equipo que tenía en el avión. El Bosque Baal es también el lugar donde los niños adoran a Baal.[11]
- Balgar Bay -
- Bandakhar -
- Bantham -
- Montañas Baroth -
- Torre de las Beastias -
- Montañas Bloodrock -
- La Fortaleza del capitán Hawk -
- Cuevas de los Cyclops -
- Ciudadela de Timgad - Antiguamente, era la gran ciudad de los Reyes Hechiceros. La ciudadela de Timgad está ahora invadida por duendes y lleno de trampas. Es la única que tiene pozos en pleno desierto de la condenación, que atrae a los viajeros.[12]
- Ciudad de los Muertos -
- Desierto de la Muerte -
- Desierto de los Dolores -
- Templo de la puerta de la muerte -
- Dragón Marino -
- Drakmeer -
- Bosque de Ebonar -
- Gran Montaña de Fuego -
- Groniko -
- MontañasEmbrujadas -
- Isla de Titanes - Una isla hogar de los Titanes Skartarianos, liderados por la reina Amarant. Aquí, Warlord tiene su primer encuentro con Shakira.[13]
- Kaambuka -
- Kalibahs -
- Isla Kasamaga -
- Kiro - Un mar que bordea Skartaris hacia el oeste. Contiene los puertos como Bal Shazar, Kiro, Bakwele y Kallistan. También tiene a la Bahía de Lágrimas, Balgar Bay, y la fortaleza del capitán Hawk. Warlord se reunió con Ligia (una hermosa mujer del mar) que una vez salvó su vida cuando estaba defendiéndola.[14]
- Lago de los Sueños -
- Montañas del Sol -
- Mar del Norte -
- Mar de Grel - Un mar que bordea todo Skartaris hacia el oeste. Contiene puertos como Bal Shazar, Kiro, Bakwele y Kallistan. También contiene a la Bahía de las Lágrimas, Balgar Bay, y la fortaleza del capitán Hawk. Warlord se reunió con Ligia (una mujer hermosa del mar) que una vez salvó su vida cuando estaba defendiéndola.[15]

- Bal Shazar - Una ciudad portuaria en expansión que es conocida por sus subastas de esclavos. Cuando Warlord fue capturado, esta ciudad fue donde conoció a Machiste.
- Bakwele - Un puerto lleno, donde Warlord, Machiste, y Mariah de vez en cuando se detienen durante sus viajes.
- Bahía de las Lágrimas - Se encuentra en el Mar de Grel. Piratas y traficantes de esclavos tienden a entrar en conflicto en este lugar.
- Kallistan -

- Shaban D'aba -
- Bosque de las Sombras -
- Shamballah - Una gran ciudad de oro invadida con tecnología Atlante. Es también el hogar de la esposa Warlord, Tara, y su hijo Joshua, legítimo rey de Shambala. Durante la primera visita de Warlord, las computadoras de SHAMBALLAH se volvieron locas y casi matan a todos los habitantes de la ciudad.[18]
- Shebal Gladiador Arena - Una zona junto a la Bahía de las Lágrimas donde los hombres están entrenados para luchar entre sí. Warlord combate a Machiste en un combate a muerte. En lugar de matar a Machiste, Warlord mata a Shebal y organiza un ejército de gladiadores.[16]
- Skyra - Una ciudad flotante en el aire que se mantuvo gracias a un cyborg llamado Traan. Warlord, Machiste, y Mariah fueron llevados allí por Pterosaurios donde fueron obligados a matar al cuidador que tenía un gusto por la carne. Con Traan muerto, la ciudad cayó al suelo y fue destruida.[19]
- Swamplands - Los pantanos de Skartaris están llenos de serpientes venenosas y dinosaurios semiacuáticos. Este era el lugar donde Warlord fue cazado por un hombre llamado Stryker.[18]
- Templo Grimfang -
- Templo del Sol -
- Mundo del Exterminio - Una tierra de la oscuridad perpetua, donde Skartaris encuentra con la Tierra. Deimos construyó su castillo aquí cuando la máscara de la vida lo hace vulnerable a la luz.[20]
- El Castillo de Deimos - Aquí fue donde se encuentra el castillo del hechicero Deimos.[20]
- Thera - La primera ciudad de Skartaris que Warlord visitó y donde conoció a Deimos, donde él era un gran sacerdote en este lugar. Aunque Thera era civilizada, pero eran despreciados por los otros seres por lo que eran utilizados para el sacrificio humano. La ciudad fue posteriormente saqueada por el ejército del Warlord y Deimos fue derrocado.[21]
- Torre del Miedo - Es una aguja gigantesca llena de demonios que aparecen y desaparecen al azar para matar a cualquier persona que entra en la torre. Warlord y Machiste se vieron obligados a entrar en la Torre del Miedo para recuperar la máscara de la vida, que no sabían que se utilizaría para poder resucitar a Deimos.[21]
- Umber -
- Valle del León -
- Valle de la Bestia de Nieve - Un área en Skartaris que siempre está nublado y constantemente cubierto por nieve. Warlord se reunió con una amable criatura Yeti. Cuando Machiste la mató accidentalmente, se reveló que la criatura era en realidad una hermosa criatura alada que quedó atrapada en el cuerpo de otra criatura.[22]

## En otros medios

### Televisión
- Aunque no se refieren al lugar por su nombre, un mundo en el centro de la tierra muy similar a Skartaris aparece en los Super Amigos en el episodio "Batalla en el centro de la Tierra". Allí, los animales prehistóricos viven, e incluso hay unas ruinas de una antigua ciudad Atlante.

- Skartaris apareció en la serie animada de la "Liga de la Justicia Ilimitada en el episodio "Caos en el centro de la Tierra", y con la aparición especial de Warlord.